# Ragnhild Prim
Ragnhild Prim, född 20 september 1890 i Stockholm, död 25 januari 1975 i Stockholm, är en svensk scripta, manusförfattare, journalist, lektör, reklammakare och konstnär.

## Biografi
Prim studerade vid Tekniska skolan och Althins målarskola. Senare arbetade hon på Överintendentsämbetets ritkontor, Föreningen för Svensk Hemslöjds möbelarkitektkontor, Sveriges geologiska undersökning, Hvar 8 Dags Stockholmsredaktion och N. K:s reklamkontor. Från 1915 arbetade hon på olika tidningar och tidskrifter som journalist. 1931 tog hon anställning hos Svensk Filmindustri som scripta där hon arbetade i några år.

## Filmografi
Krediterad som scripta om inget annat anges.
- 1931 – Trötte Teodor
- 1931 – En natt
- 1931 – Skepp ohoj!
- 1931 – Falska miljonären
- 1932 – Pojkarna på Storholmen
- 1932 – Lyckans gullgossar
- 1932 – Kärlek och kassabrist
- 1932 – Värmlänningarna
- 1932 – Svärmor kommer
- 1932 – Vi som går köksvägen
- 1932 – Sten Stensson Stéen från Eslöv på nya äventyr
- 1932 – Hans livs match
- 1933 – Vad veta väl männen
- 1933 – En stille flirt
- 1933 – Kära släkten
- 1933 – Giftasvuxna döttrar
- 1933 – En melodi om våren
- 1933 – Augustas lilla felsteg
- 1933 – Två man om en änka
- 1933 – Bomans pojke
- 1934 – En stilla flirt
- 1934 – Simon i Backabo (manusbearbetning)
- 1936 – Kungen kommer (manusbearbetning)
- 1935 – Swedenhielms (manusbearbetning)
- 1936 – Släkten är värst (manusbearbetning)
- 1938 – En kvinnas ansikte (manus)
- 1939 – Gläd dig i din ungdom (manus)
- 1943 – Det spökar - det spökar ... (idé)
- 1947 – Onda ögon (manus)
- 1948 – Loffe på luffen